# Edward Stewart Lindsay
Edward Stewart Lindsay, britanski general, * 1905, † 1990.